# Pasaporte georgiano
 
El pasaporte georgiano (en georgiano: საქართველოს პასპორტი) es un documento que se emite a los ciudadanos de Georgia con el propósito de que realicen viajes internacionales.

## Requisitos de visado

Países y territorios con entrada sin visado o con visado a la llegada para los poseedores de pasaportes georgianos ordinarios.

A fecha de 12 de mayo de 2023, los ciudadanos georgianos tenían acceso sin visado o con visado a la llegada a 124 países y territorios, lo que sitúa al pasaporte georgiano en el puesto 50 en términos de libertad de viaje según el Índice de Pasaportes Henley.

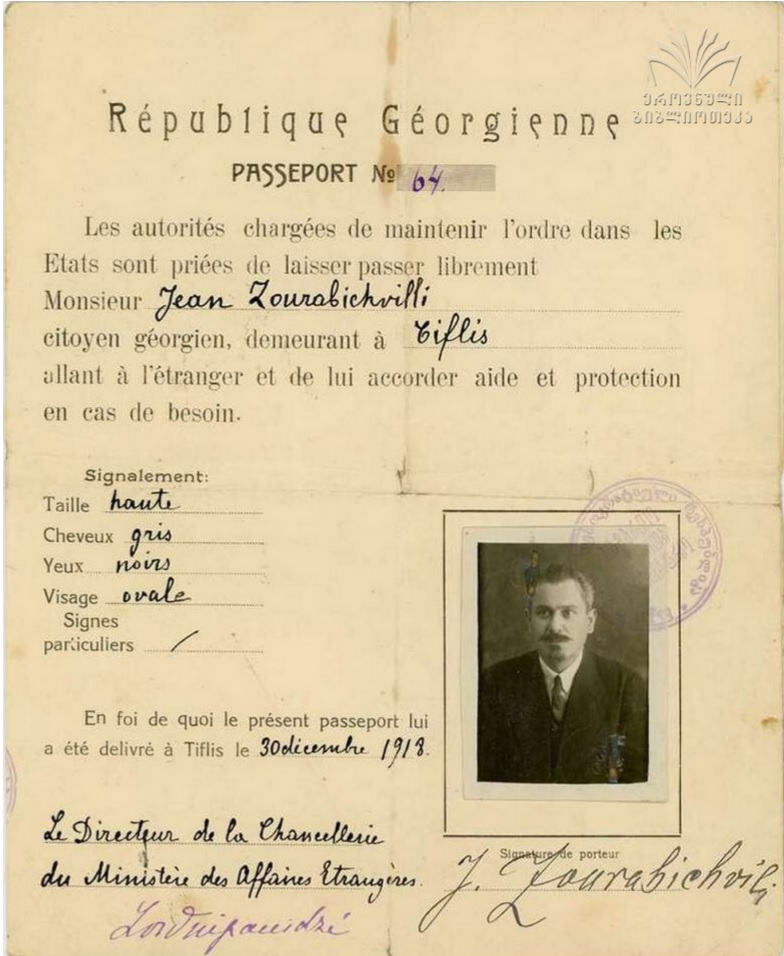
Pasaporte de un ciudadano de la República de Georgia (1918).